# Andreas (Isola di Man)
Andreas è una parrocchia dell'Isola di Man situata nello sheading di Ayre con 1.426 abitanti (censimento 2011).